# Буняк Леонід Йосипович
Леоні́д Йо́сипович Бу́няк (7 червня 1939, с. Гориньград Тучинський район Рівненська область — 11 липня 2019, смт. Кельменці, Чернівецька область) — аграрник, громадсько-політичний діяч, Почесний ветеран України, Почесний громадянин Кельменецького району.

## Біографія
Народився 7 червня 1939 року в с. Гориньград Тучинського району Рівненської області. Закінчив Українську сільськогосподарську академію. Працював будівельником у Кримській області, відбійником шахти № 19—20 у м. Горлівка, інженером колгоспу «Заповіт Ілліча» (смт. Кельменці), заступником начальника управління сільського господарства Кельменецького райвиконкому, керівником Кельменецьким об'єднанням «Сільгосптехніка», головою Кельменецької районної ради, директором Чернівецького виробничого об'єднання молочної промисловості, першим заступником генерального директора Чернівецького обласного об'єднання «Агротехсервіс», начальником відділу охорони праці Кельменецької райдержадміністрації.

## Громадська діяльність
Обирався депутатом Чернівецької обласної ради п'яти скликань (1973—1989 рр.), депутатом Кельменецької районної ради, членом бюро Кельменецького райкому КПУ, заступником голови Кельменецької районної ради Організації ветеранів України.

## Відзнаки, нагороди
- Медаль «За трудову відзнаку».
- Медаль «За трудову доблесть».
- Почесний ветеран України.
- Почесний громадянин Кельменецького району.